# Roberto Peretti
Pour les articles homonymes, voir Peretti.
Roberto Peretti, né le 12 avril 1966 à Turin, est un patineur de vitesse sur piste courte italien.

## Biographie
Il est le frère d'Enrico Peretti, avec qui il obtient l'argent aux Jeux olympiques de 1988. Il fait partie de l'équipe avec Orazio Fagone et Hugo Herrnhof.